# Gesamtdeutscher Block/Bund der Heimatvertriebenen und Entrechteten
Gesamtdeutscher Block/Bund der Heimatvertriebenen und Entrechteten (översättning: Alltyska blocket / Hembygdsfördrivnas och rättighetsfråntagnas förbund), GB/BHE, var ett politiskt parti i Västtyskland 1950–1961.
GB/BHE grundades av Waldemar Kraft i Schleswig-Holstein 1950 som BHE, från 1952 under namnet Gesamtdeutscher Block/Bund der Heimatvertriebenen und Entrechteten (GB/BHE). Partiet kunde redan ett halvår senare få 23,4 % av rösterna till lantdagen. 1953 fick partiet 5,9 % i förbundsdagsvalet och kom därmed in. Partiet blev en del av regeringskoalitionen under Konrad Adenauer. Waldemar Kraft blev minister för särskilda uppgifter (Bundesminister für besondere Aufgaben) och Theodor Oberländer blev minister för fördrivna, flyktingar och krigsskadade. Interna stridigheter som eskalerade i samband med partistämman i Bielefeld 1954 ledde till att Kraft, Oberländer och andra gick ur partiet 1955 och istället gick med i CDU 1956. 1961 gick GB/BHE samman med Deutsche Partei till Gesamtdeutsche Partei inför förbundsdagsvalet samma år.